# Koloquinte
Die Koloquinte (Citrullus colocynthis), auch Koloquintengurke, Pomaquinte, Alhandal (von arabisch al-ḥanẓal, الحنظل), Koloquintenkürbis, Bitterkürbis, Bitterapfel, Bittergurke, Purgiergurke und Teufelsapfel genannt, ist eine giftige Pflanze aus der Familie der Kürbisgewächse (Cucurbitaceae).

## Beschreibung
Die Koloquinte ist eine ausdauernde, krautige Pflanze mit Knollen. Sie wächst niederliegend oder kletternd, wird bis zu 10 Zentimeter hoch und kann einen Durchmesser von 2 Meter überwachsen. Die Sprossachsen sind behaart. Die wechselständigen Laubblätter sind kurz gestielt und 3 bis 9 Zentimeter lang und ebenso breit. Sie sind im Umriss eiförmig, sehr variabel drei- bis fünffach geteilt bis geschnitten. Die Lappen sind grob gezähnt bis gelappt oder geteilt. Die feste, raue Spreite ist beidseitig behaart. Die Ranken sind einfach oder verzweigt.
Die Koloquinte ist einhäusig monözisch. Die fünfzähligen und gestielten, eingeschlechtlichen Blüten mit doppelter Blütenhülle stehen einzeln meist in Blattachseln. Sie sind meist gelb und die Krone ist außen behaart. Der Kelch besitzt fünf kürze Zipfel. Die männlichen Blüten besitzen drei kurze Staubblätter (5; 2 + 2 + 1). Der Fruchtknoten ist unterständig und behaart, er enthält 20 bis 50 Samenanlagen. Der einfache, kurze Griffel trägt drei zweilappige Narben. Die etwas größeren weiblichen Blüten besitzen drei kleine Staminodien. Blütezeit ist im Mittelmeergebiet Mai bis September.
Die kahle Frucht ist eine fleischige, grüne, weiße später gelbe, rundliche, dünnschalige, vielsamige Panzerbeere von 25 bis 70 (selten 120) Millimeter Größe.
Die Chromosomenzahl beträgt 2n = 22.
Im Jahr 2012 wurde die Koloquinte in Deutschland zur Heilpflanze des Jahres gekürt.

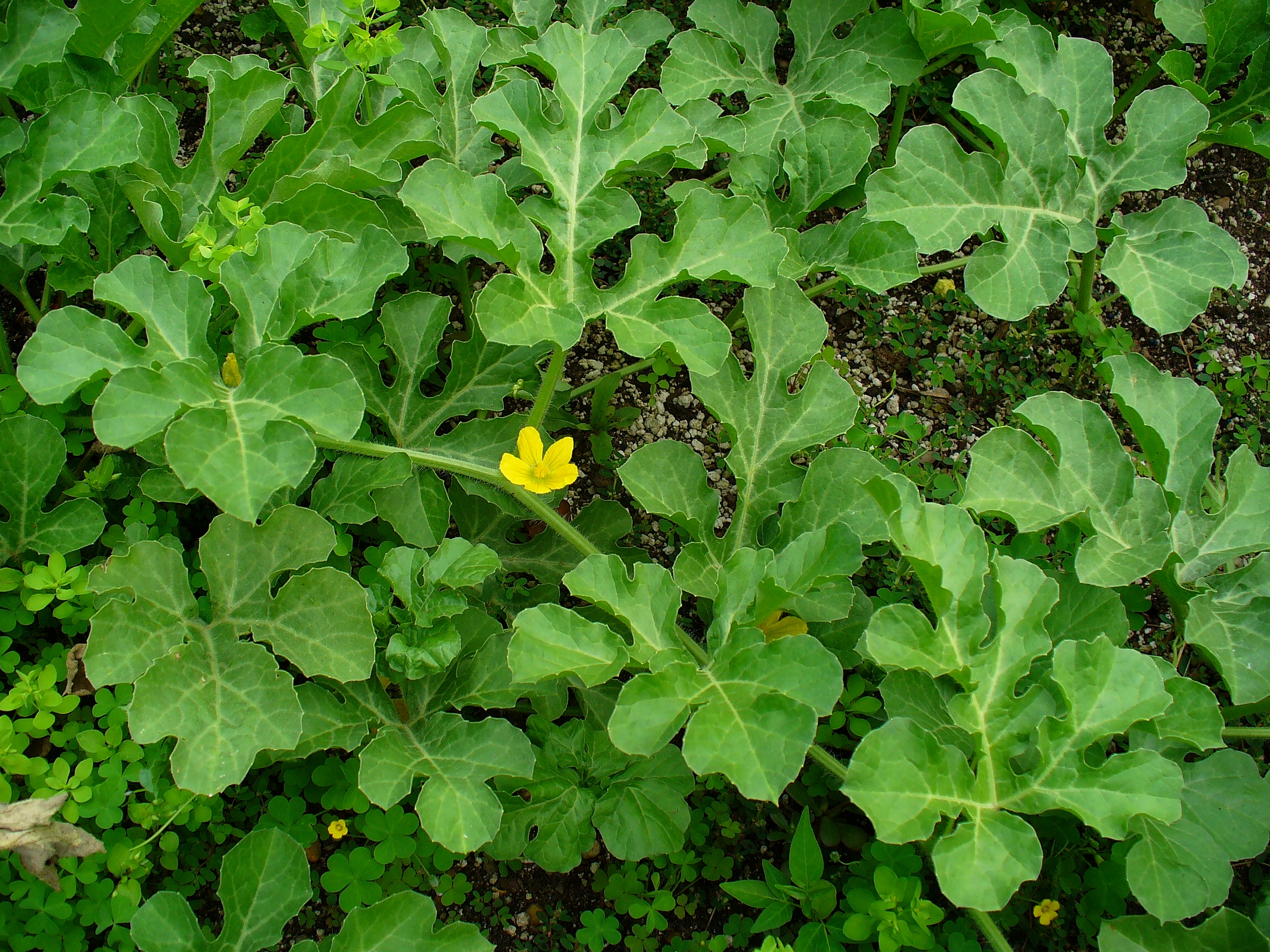
Habitus
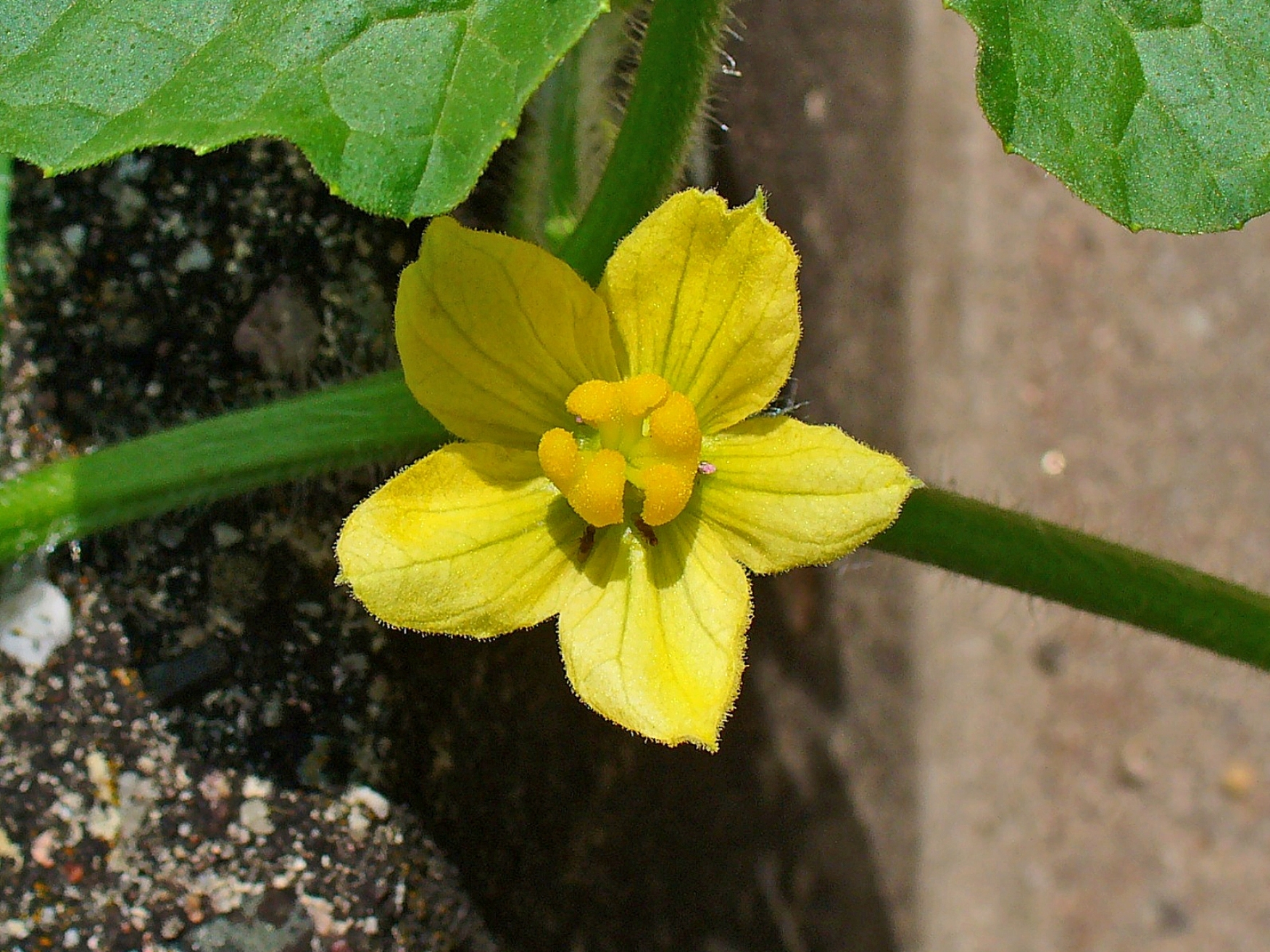
Blüte
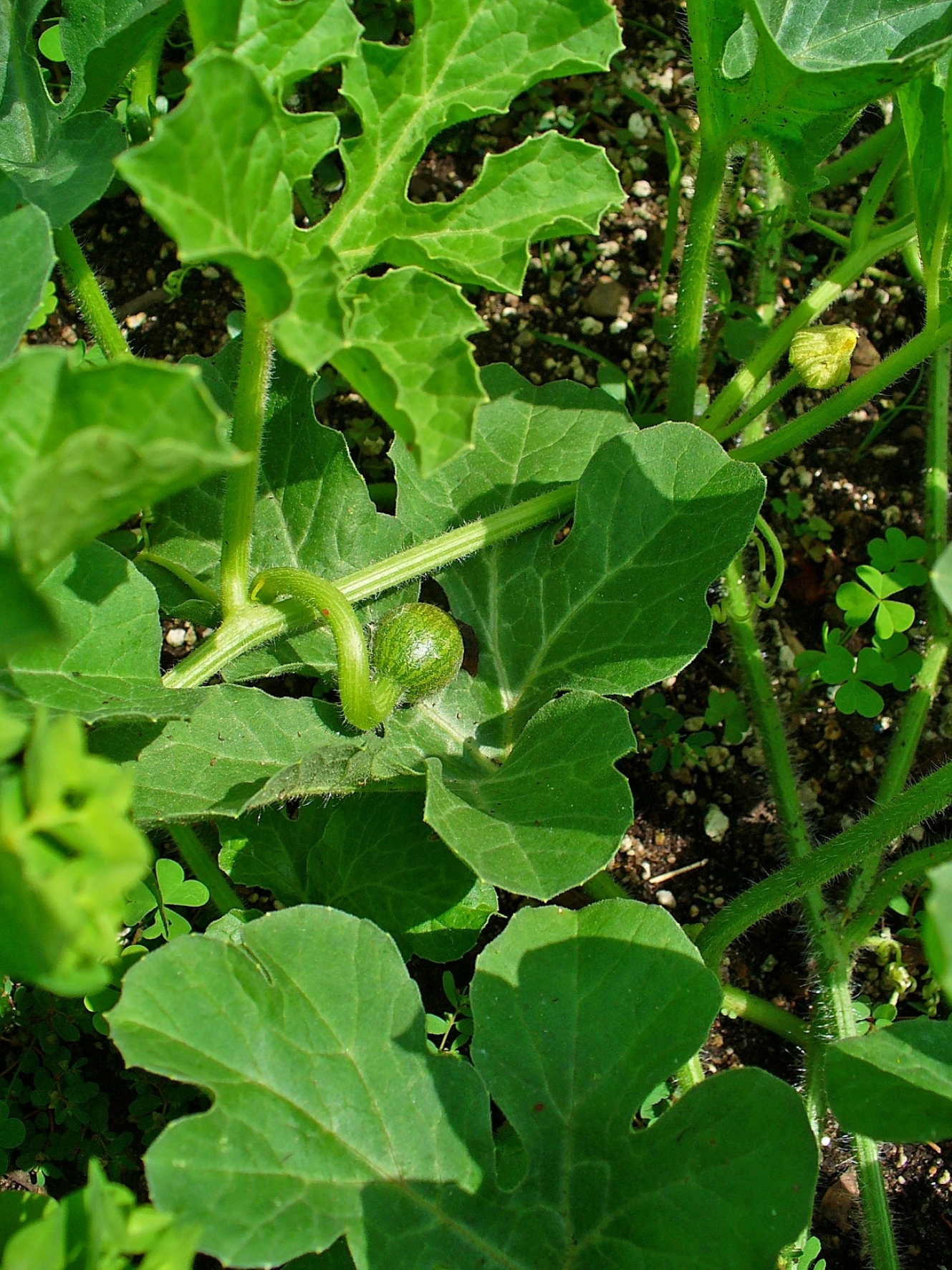
Beginnender Fruchtansatz
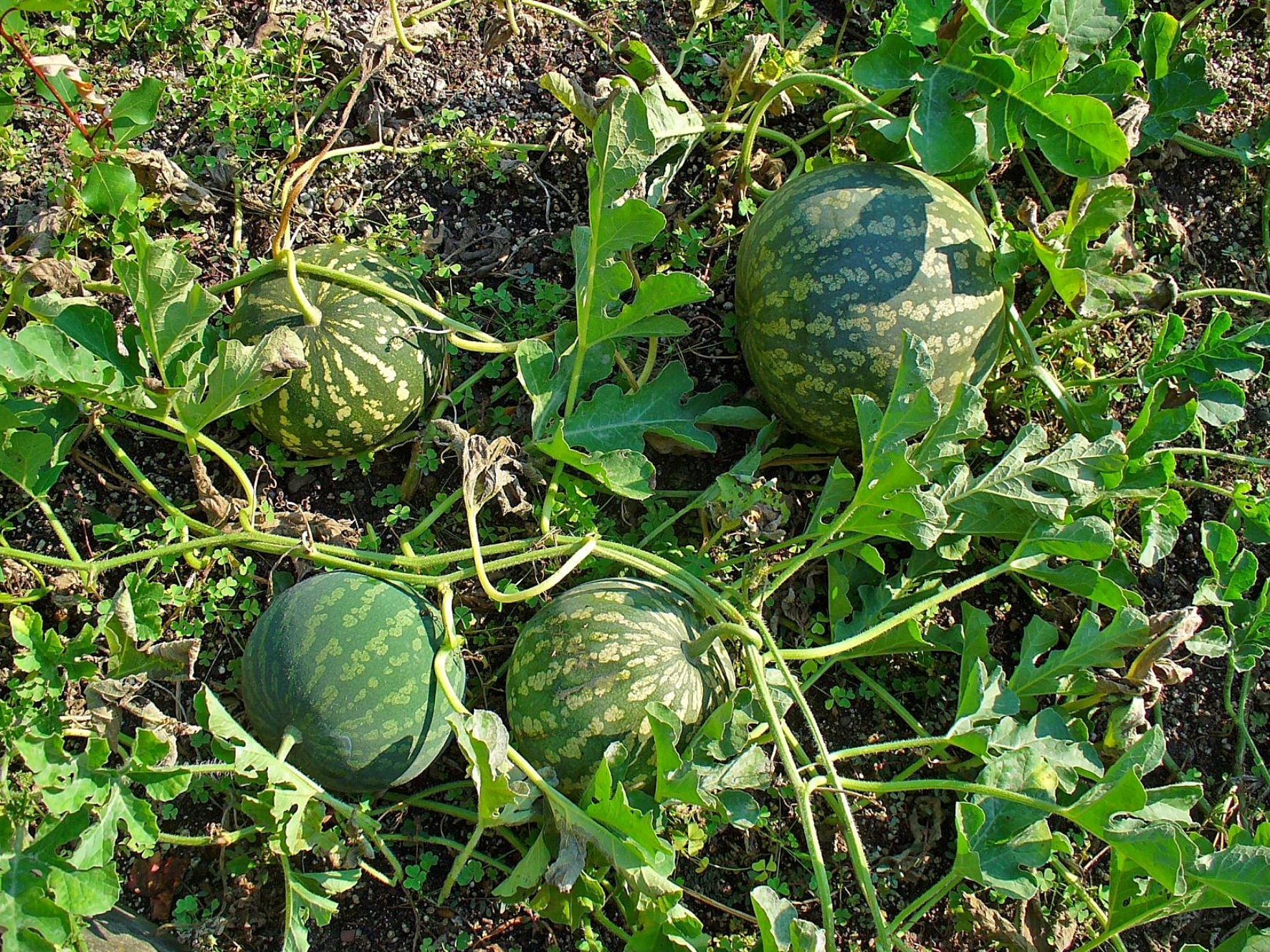
Früchte
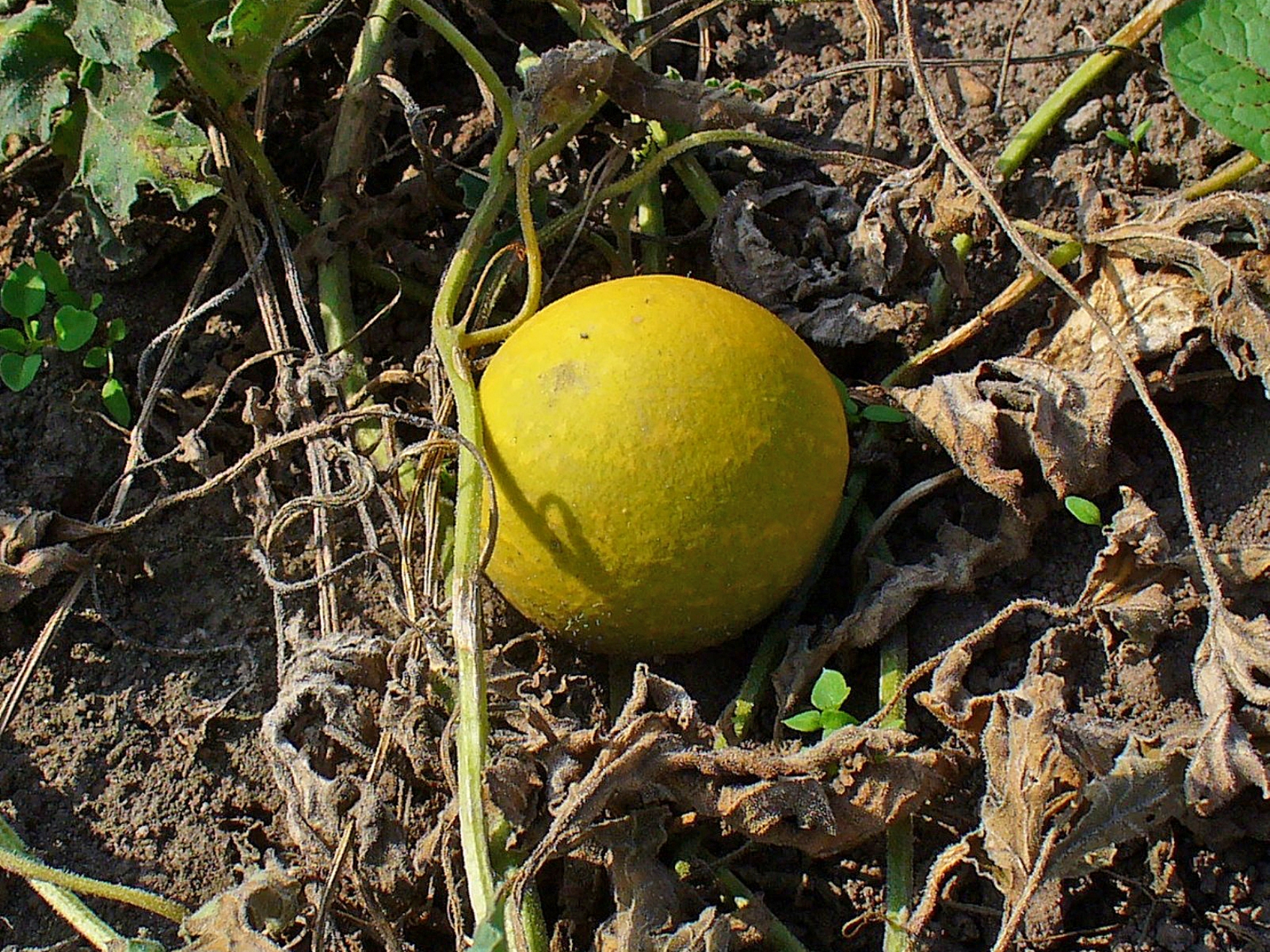
Reife Frucht

## Verbreitung
Das natürliche Verbreitungsgebiet der Koloquinte ist Nordafrika und Südwestasien. Sie ist jedoch in tropischen und subtropischen Gebieten wie in Australien, Südeuropa, Indien, und Zentralafrika verwildert und eingebürgert. Hier wachsen sie vor allem in gestörter Vegetation, an Flussufern, Flussniederungen, an Straßenrändern usw. Die Koloquinte wächst bis in 1200 Meter Seehöhe.

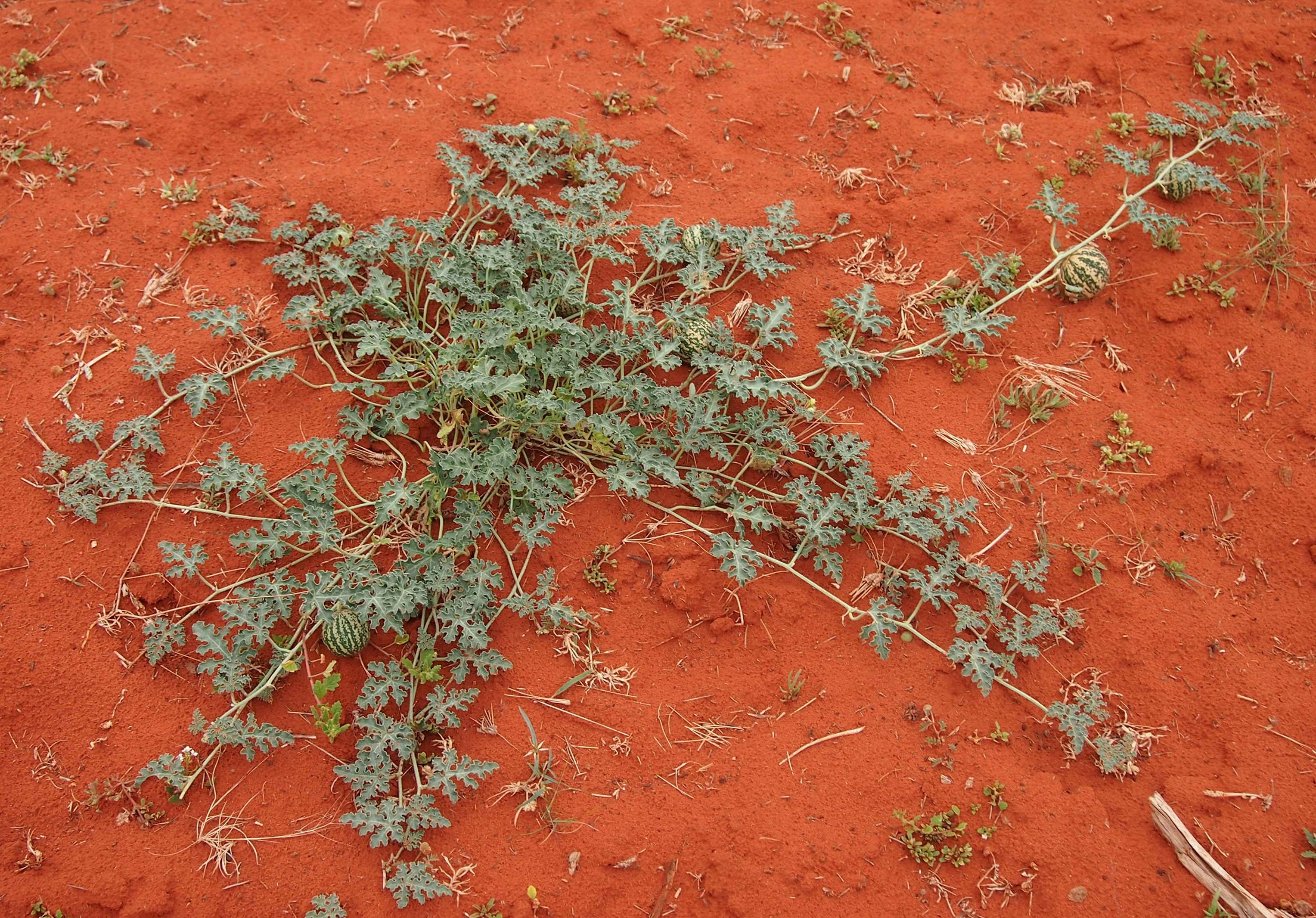
Koloquinte (Citrullus colocynthis)

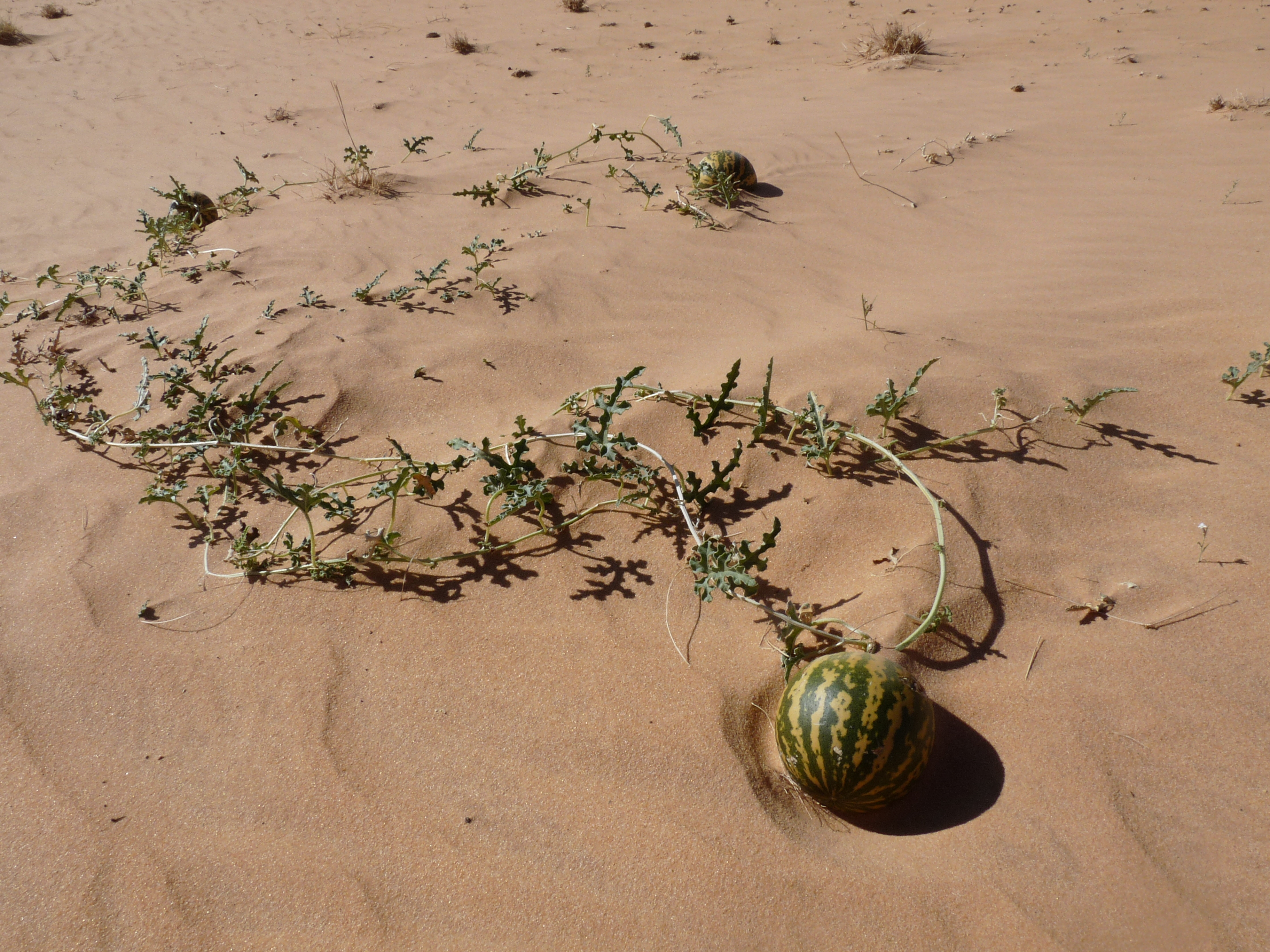
Koloquinte (Citrullus colocynthis)

## Nutzung
Die Koloquinte (lateinisch colocynthis) wurde und wird als Medizinalpflanze angebaut, vor allem im Mittelmeergebiet, in Afrika und Indien. Verwendet wird das getrocknete Fruchtfleisch von unreifen, aber ausgewachsenen Früchten. Zu den Anwendungsgebieten in der Volksmedizin zählen Geschwüre, Asthma, Bronchitis, Gelbsucht, Dyspepsie, Verstopfung, Anämie, aber auch Tumoren, Wassersucht, Probleme mit dem Harnablassen, Rheumatismus und Schlangenbisse. Die seit der assyrischen Zeit kultivierte Pflanze wurde ebenfalls im alten Rom zur Bekämpfung von Nagetieren verwendet.  Die medizinische Nutzung ist bereits im Papyrus Ebers (1600 v. Chr.) beschrieben. Insbesondere bei Erkrankungen des Bauches (Abschnitt 2) ist die Anwendung beschrieben. Darüber hinaus werden die nichtbitteren Samen gegessen und in Afrika das aus ihnen gewonnene Öl zum Kochen verwendet. Auch zur Behandlung des Aussatzes galt das Koloquintenmark als geeignet.
Die Koloquinte war Hauptbestandteil der Trochiski Alhandali, den als Arzneiform verwendeten Koloquintenzeltchen.
Die unerwünschten Wirkungen der Koloquinte waren bereits früh bekannt und wurden im 16. Jahrhundert von dem Wormser Stadtarzt Philipp Begardi deutlich beschrieben: „Coloquint ist eyn boeß gifftige artznei, letziget den magen und die leber, betrübet die andern inwendigen glider auch, zerreißt die adern, schabt die daerm, bringt das krimmen, den bluotfluß, und laem in glidern“.

### Wirkstoffe
Die Wirkung der Koloquinte beruht auf ihrem Gehalt an Cucurbitacinen, Triterpene mit bitterem Geschmack, der bis zu 3 % beträgt. Die Cucurbitacine, bei dieser Pflanze B, E und J, liegen in freier und in glykosidischer Form vor. Die Wirkung beruht dabei auf den freien Cucurbitacinen. Der Gehalt im Fruchtfleisch beträgt 0,22 %, in den Samen 0,18 %, im Stängel 0,17 % und in den Blättern 0,15 %.

### Symptomatik
Die Einnahme kann zu Reizung der Schleimhäute im Magen-Darm-Trakt und blutigen Durchfällen führen. Nierenschäden und eine abortive Wirkung sind möglich. Die Cucurbitacine wirken zytotoxisch und antimitotisch. Die Wirkstoffe gehen in Harn und Muttermilch über und können bei Schwangeren zum Abort führen. Weitere Vergiftungserscheinungen sind Geschwüre, Wanddurchbrüche, Peritonitis, Blutungen der Niere und Harnblasenschleimhaut-Entzündungen. Oft treten Hyperämie im Gehirn, Delirien und Kollaps auf. Der Tod tritt infolge eines Atemstillstandes ein.
Verwechselungen der Koloquinte mit Wassermelonen oder Zucchini führten mitunter zu Vergiftungen. Hierbei wurden auch Vergiftungen bei Tieren beobachtet, die die Früchte verzehrten. Die Einnahme von 3 g C. colocynthis ist tödlich. Nach einer Exposition der Haut mit den Wirkstoffen kann es zu einer Blasenbildung kommen.

### Pharmakologie
Die Cucurbitacine hemmen die mitotische Zellteilung und wirken daher cytotoxisch.

## Trivialnamen
Für die Koloquinte (über lateinisch coloquintida von griechisch kolokynté: Bezeichnung für einen runden Kürbis) bestehen bzw. bestanden auch die weiteren deutschsprachigen Trivialnamen: Apfel von Alexandria (von mittelhochdeutsch Alexandrienappel, Appel von Alexandern, Appel von Alexandrien), Colocynth, Coloquinte, Eliasapfel, Koloquintengurke, Morapfel, Wilder Kürbis (von althochdeutsch Wildin Churbez, mittelhochdeutsch und mittelniederdeutsch Wild Corbs oder Wild Kirbs, Wilkirbes, Wiltkorb) und Windapfel. Weitere mittelhochdeutsche bzw. mittelniederdeutsche Namen sind Curbiz, Corbicz, Korbs, Kürbis, Pitter Kirbs und Quintappel.

## Rezeption
Die biblische Erzählung vom Tod im Topf (2 Kön 4,38–41 ) handelt von einem tödlichen Koloquintengericht, dem der Prophet Elischa durch ein Wunder Genießbarkeit verleiht. So übersetzte Martin Luther unter Einbeziehung des Vulgata-Begriffs colocyntida: der Prophetenschüler „fand wilde Rancken / und las davon Colochinten sein kleid vol / und da er kam / schneit ers ins Töpffen zum Gemüse […]“. Die biblische Gestalt Salomon ließ laut einer Bibelübersetzung gegossene Abbilder der Koloquinte als Dekoration am Rand um das Eherne Meer herum anbringen (vgl. in der Bibel 1 Kön 7,23–24 ).